# Seimas
El Seimas, (nom oficial en lituà Lietuvos Respublikos Seimas) és el parlament de Lituània. És unicameral.
Està format per 141 membres que són triats per a un mandat de quatre anys. Aproximadament la meitat dels membres d'aquest cos legislatiu són elegits en circumscripcions individuals (71 dels parlamentaris), i l'altra meitat (70) són elegits per votació a nivell nacional d'acord amb la representació proporcional. Un partit ha de rebre almenys el 5%, i les coalicions un mínim d'un 7% de la votació nacional per ser representat en el Seimas.

## Funcions del Seimas
- Assessorament i resolució de les esmenes constitucionals i les lleis.
- L'adopció i el control del pressupost de l'Estat
- Control del govern
- Postulació dels referèndums
- Postulació de les eleccions presidencials i locals
- Confirmació del Primer Ministre. (Per part del president)
- Confirmació de la Primer Ministre va presentar el programa de govern
- Formació i organització de les institucions governamentals
- Nomenament de jutges suprems de l'Auditoria General i el President del Banc Nacional i director de totes les institucions estatals

## Palau del Seimas
El Seimas està situat al Palau del Seimas (en lituà Seimo Rūmai)situat a la capital de Lituània, Vílnius. Els seus arquitectes van ser Algimantas Nasvytis, Vytautas Nasvytis i Robertas Stasėnas.